# Felicija Sicilska
Felicija Sicilska (o. 1078. – o. 1102.) je ime koje se koristi za jednu mađarsku kraljicu, ženu kralja Kolomana. Tradicionalno je zvana Busilla, ali je upitno je li se doista zvala Felicija. Za muža se udala u proljeću 1097. godine.
Njezini su roditelji bili grof Rogerije I. Sicilski i jedna od njegovih žena (Eremburga Mortainska ili Judita d'Évreux) te je bila starija polusestra Rogerija II., majka kraljevne Sofije i kralja Stjepana II. Stjepanov se blizanac zvao Ladislav.